# Leptothorax janushevi
Leptothorax janushevi är en myrart som beskrevs av Alexander G. Radchenko 1993. Leptothorax janushevi ingår i släktet smalmyror, och familjen myror. Inga underarter finns listade i Catalogue of Life.